# Cornelis De Schrijver
Cornelis De Schrijver (1482 - 19 décembre 1558), ou Cornelius Schrijver ou Schryver, latinisé Cornelius Grapheus, francisé Corneille De Schryver, fut un humaniste, un poète, un philologue et un professeur de langue latine. Il fut aussi secrétaire de la ville d'Anvers. 

## Biographie
Cornelis De Schrijver est né à Alost, comté de Flandre, en 1482. Jeune homme, il voyagea en Italie. 

En février 1515 (ou 1514), Schrijver fait imprimer par Thierry Martens à Louvain des ouvrages de dévotion en vers. Ces relations avec T. Martens lui donnent l'occasion de lire L'Utopie. « Il apporte sa modeste contribution en six vers élégiaques. »  Et lorsque l'Utopia de Thomas More paraît en 1516, ces vers sont placés après ceux de Jean Desmarais et sont adressés au lecteur :
« Veux-tu voir des prodiges nouveaux, maintenant qu'un nouveau monde vient d'être découvert ? 
Veux-tu connaître des façons de vivre de nature différente ? 
Veux-tu savoir quelles sont les sources des vertus ? Veux-tu savoir d'où viennent de nos maux 
Les principes ? et déceler l'inanité cachée au fond des choses ? 
Lis tout cela qu'en différentes couleurs More nous a donné, 

More, l'honneur de la noblesse de Londres. »  
Plus tard, De Schrijver fut attiré par les idées de la Réforme, il procure à Dürer un exemplaire du De Captivitate de Luther. En 1520, il devint secrétaire de la ville d'Anvers. Lorsque Charles Quint revint d'Espagne et visita Anvers, De Schrijver écrivit un panégyrique latin pour saluer son retour. En 1522, il fut arrêté pour hérésie puis conduit à Bruxelles pour être interrogé et emprisonné, il se rétracta complètement mais perdit son poste de secrétaire. 
En 1523, il fut libéré et rentra à Anvers, où il devint professeur de latin. En 1540, il fut réintégré au poste de secrétaire de la ville d'Anvers. En 1541, avec Pierre Gilles son compatriote, il publia un Enchiridio Principis Ac Magistratus Christiani. En 1549, de nouveau, il participa à la réception d'un prince, en l'occurrence Philippe II d'Espagne. Il mourut à Anvers le 19 décembre 1558. 

## Œuvres
- Divi Caroli imp. caes. opter. max. desyderatissimus ex Hispania in Germaniam reditus (Anvers, Michiel Hillen van Hoochstraten, 1520). Disponible sur Google Books .
- Ex Publii Terentii comoediis latinissime colloquiorum (Vienne, 1529). Disponible sur Google Books . 
  - Réimprimé Mayence, 1537 - disponible sur Google Livres .
- Spectaculorum in susceptione Philippi (Anvers, Gillis Coppens van Diest pour Pieter Coecke van Aelst, 1550). Disponible sur Internet Archive . 
  - Traduction néerlandaise comme De seer wonderlijcke, schoone, triumphelijcke incompst, van den hooghmogenden Prince Philips (Anvers, Gillis Coppens van Diest pour Pieter Coecke van Aelst, 1550). Disponible sur Google Books .
  - Traduction française comme Le Triomphe d'Anvers, Loi sur la perception du Prince Philips (Anvers, 1550). Disponible sur Google Books .